# Armstrong (Iowa)
Armstrong ist eine Kleinstadt (mit dem Status „City“) im Emmet County im US-amerikanischen Bundesstaat Iowa. Das U.S. Census Bureau hat bei der Volkszählung 2020 eine Einwohnerzahl von 875 ermittelt.

## Geografie
Armstrong liegt im Norden Iowas, 12 km südlich der Grenze zu Minnesota. Die geografischen Koordinaten von Armstrong sind 43°23′46″ nördlicher Breite und 94°28′42″ westlicher Länge. Die Stadt erstreckt sich über 2,28 km² und ist die größte Ortschaft innerhalb der Armstrong Grove Township.
Nachbarorte von Armstrong sind Swea City (14,1 km östlich), Ringsted (13,7 km südsüdwestlich) und Dolliver (18,5 km nordwestlich).
Die nächstgelegenen größeren Städte sind die Twin Cities in Minnesota (Minneapolis und Saint Paul) (241 km nordöstlich), Rochester in Minnesota (222 km ostnordöstlich), Waterloo (268 km südöstlich), Cedar Rapids (354 km in der gleichen Richtung), Iowas Hauptstadt Des Moines (267 km südsüdöstlich), Nebraskas größte Stadt Omaha (346 km südwestlich), Sioux City (231 km westsüdwestlich), South Dakotas größte Stadt Sioux Falls (191 km westlich).

## Verkehr
In Armstrong treffen die Iowa State Highways 9 und 15 zusammen. Alle weiteren Straßen sind untergeordnete Landstraßen, teils unbefestigte Fahrwege sowie innerörtliche Verbindungsstraßen.
In West-Ost-Richtung führt eine Eisenbahnlinie der Union Pacific Railroad (UP) durch das Stadtgebiet von Armstrong.
Mit dem Estherville Municipal Airport befindet sich 22,5 km westlich ein kleiner Flugplatz. Die nächsten Großflughäfen sind der Minneapolis-Saint Paul International Airport (239 km nordöstlich) und der Des Moines International Airport (288 km südsüdöstlich).

## Bevölkerung
Nach der Volkszählung im Jahr 2010 lebten in Armstrong 926 Menschen in 403 Haushalten. Die Bevölkerungsdichte betrug 406,1 Einwohner pro Quadratkilometer. In den 403 Haushalten lebten statistisch je 2,18 Personen.
Ethnisch betrachtet setzte sich die Bevölkerung zusammen aus 97,8 Prozent Weißen, 0,4 Prozent amerikanischen Ureinwohnern sowie 0,4 Prozent Asiaten; 1,3 Prozent stammten von zwei oder mehr Ethnien ab. Unabhängig von der ethnischen Zugehörigkeit waren 0,6 Prozent der Bevölkerung spanischer oder lateinamerikanischer Abstammung.
20,8 Prozent der Bevölkerung waren unter 18 Jahre alt, 53,9 Prozent waren zwischen 18 und 64 und 25,3 Prozent waren 65 Jahre oder älter. 50,6 Prozent der Bevölkerung waren weiblich.
Das mittlere jährliche Einkommen eines Haushalts lag bei 48.393 USD. Das Pro-Kopf-Einkommen betrug 24.536 USD. 5,3 Prozent der Einwohner lebten unterhalb der Armutsgrenze.